# Stadion Centralny w Jekaterynburgu
Stadion Centralny – wielofunkcyjny stadion klubu Urał Jekaterynburg położony w mieście Jekaterynburg w Rosji. Stadion ten ma cztery trybuny, w tym jedną zadaszoną, które są zdolne pomieścić około 27 tys. osób.
9 maja 2012 na stadionie odbył się finał pucharu Rosji w piłce nożnej, w którym Rubin Kazań wygrał z drużyną Dinama Moskwa 1:0.